# 189 Phthia
189 Phthia är en asteroid i asteroidbältet, upptäckt 9 september 1878 av astronomen Christian Heinrich Friedrich Peters i Clinton, New York, USA. Asteroiden har fått sitt namn efter en region i det antika Thessalien. Asteroiden har fått sitt namn efter Phthia, en av Orions döttrar inom grekisk mytologi.